# Javorový
Javorový är ett berg i Tjeckien.   Det ligger i regionen Mähren-Schlesien, i den östra delen av landet, 300 km öster om huvudstaden Prag. Toppen på Javorový är 1 025 meter över havet, eller 66 meter över den omgivande terrängen. Bredden vid basen är 1,7 km.
Terrängen runt Javorový är huvudsakligen kuperad, men norrut är den platt.Runt Javorový är det ganska glesbefolkat, med 40 invånare per kvadratkilometer. Närmaste större samhälle är Třinec, 7,8 km nordost om Javorový. I omgivningarna runt Javorový växer i huvudsak blandskog.